# Kull (Stargate)
I kull, o guerrieri kull, sono una specie immaginaria di alieni dell'universo immaginario della serie televisiva di fantascienza Stargate SG-1.
Furono creati da Anubis usando una tecnologia degli antichi simile a quella del sarcofago, come specie di soldati a lui fedeli, in modo da sostituire i jaffa, la cui ribellione aveva guadagnato numerosi adepti.
Sono umanoidi e hanno al loro interno un simbionte goa'uld, privo della memoria genetica e per questo facilmente programmabile per essere ubbidiente e fedele. Sono equipaggiati con un'armatura capace di resistere alla maggior parte delle armi in possesso dei terrestri e dei tok'ra, e che gli permette anche di sopravvivere alcuni minuti in assenza di ossigeno. Contro di loro venne creata appositamente un'arma (il distruttore kull), la quale neutralizza il soldato kull colpito in un paio di colpi.
Vennero usati da Anubis per uccidere alcuni goa'uld minori e quindi incorporare il loro esercito nel suo con poche perdite. Compaiono per la prima volta nell'episodio in due parti Evoluzione, della settima stagione di Stargate SG-1.